# Прокопия
Проко́пия (греч. Προκοπία; около 770 — не ранее 813) — византийская императрица, супруга императора Михаила I Рангаве.
Дочь императора Никифора I и неизвестной аристократки. Сестра императора Ставракия. В начале 790-х годов вышла замуж за представителя влиятельного рода Михаила Рангаве.
В 802 года в результате мятежа против императрицы Ирины отец Прокопии стал императором. Соответственно она получила высший статус в государстве. В 811 году после гибели императора Никифора I в битве с болгарским ханом Крумом, Прокопия вместе с мужем стала интриговать против своего брата Ставракия, который был тяжело ранен. Прокопия убедила Ставракия отречься от престола в пользу её мужа. В то же время Михаил Рангаве перетянул на свою сторону войска в Константинополе. В результате Михаил получил императорский трон, а Прокопия стала Августой. У них было пятеро детей:
- Феофилакт (792—849), соправитель отца
- Ставракий (793—813)
- Игнатий (Никита) (797—877), патриарх Константинопольский
- Георгия, монахиня
- Феофано, монахиня

Прокопия оказывала значительное влияние на супруга и фактически стала его соправительницей. Она побудила мужа начать поход против Крума, но вынуждена была остаться в столице из-за недовольства военачальников её присутствием. Впрочем, в 813 году Михаил I потерпел сокрушительное поражение, в результате чего под давлением армии отрёкся от престола. Прокопия пыталась убедить мужа бороться за власть, но тщетно. Она также отреклась власти и была вынуждена стать монахиней. Дальнейшая судьба неизвестна.